# Coppa ACLAV
La Coppa Argentina è un trofeo di pallavolo maschile per squadre di club argentine organizzato dall'ACLAV.

## Formula
La Coppa Argentina si svolge annualmente dal 2005; i dieci club partecipanti sono divisi in tre gruppi, uno da tre e due da quattro squadre. Le prime classificate e la miglior seconda accedono alla fase finale, strutturata in semifinali, finale e finale per il terzo posto.

## Albo d'oro
| Edizione                                                    | Edizione              | Podio               | Podio                                     | Podio               |
| Anno                                                        | Sede della finale     | Campione            | Risultato                                 | Finalista           |
| ----------------------------------------------------------- | --------------------- | ------------------- | ----------------------------------------- | ------------------- |
| Dal 2005 al 2018 la competizione è denominata "Coppa ACLAV" |                       |                     |                                           |                     |
| 2005 Dettagli                                               | Rosario               | Sonder              | 3 - 1 (25-15, 25-21, 17-25, 25-23)        | Misiones            |
| 2006 Dettagli                                               | San Carlos de Bolívar | Bolívar             | 3 - 0 (25-17, 25-22, 25-23)               | Boca Juniors        |
| 2007 Dettagli                                               | Non in sede unica     | Bolívar             | 3 - 0 (25-17, 25-23, 25-18)               | Chubut              |
| 2008 Dettagli                                               | Non in sede unica     | Bolívar             | 3 - 0 (25-20, 25-16, 25-14)               | Gigantes del Sur    |
| 2009 Dettagli                                               | Non in sede unica     | Bolívar             | 3 - 0 (25-22, 25-21, 25-23)               | UPCN                |
| 2010 Dettagli                                               | San Fernando          | Boca Juniors        | 3 - 2 (23-25, 14-25, 25-22, 25-21, 15-10) | La Unión de Formosa |
| 2011 Dettagli                                               | Bahía Blanca          | La Unión de Formosa | 3 - 1 (25-22, 20-25, 25-22, 25-19)        | Bolívar             |
| 2012 Dettagli                                               | Resistencia           | UPCN                | 3 - 0 (25-19, 25-21, 25-16)               | Buenos Aires Unidos |
| 2013 Dettagli                                               | San Juan              | UPCN                | 3 - 0 (28-26, 25-19, 25-18)               | Sarmiento           |
| 2014 Dettagli                                               | San Carlos de Bolívar | Bolívar             | 3 - 2 (22-25, 27-29, 25-23, 25-23, 15-8)  | UPCN                |
| 2015 Dettagli                                               | Burzaco               | UPCN                | 3 - 0 (25-21, 25-23, 25-18)               | Bolívar             |
| 2016 Dettagli                                               | Buenos Aires          | Lomas               | 3 - 0 (25-20, 25-23, 30-28)               | Alianza Jesús María |
| 2017 Dettagli                                               | San Jerónimo Norte    | Ciudad              | 3 - 2 (25-21, 25-22, 23-25, 21-25, 15-11) | UPCN                |
| 2018 Dettagli                                               | Morón                 | Obras Sanitarias    | 3 - 1 (18-25, 25-17, 25-16, 25-23)        | Ciudad              |
| Dal 2019 la competizione è denominata "Coppa Argentina"     |                       |                     |                                           |                     |
| 2019 Dettagli                                               | Neuquén               | UPCN                | 3 - 0 (26-24, 25-19, 25-19)               | Gigantes del Sur    |

## Palmarès
| Squadre             | Titoli | Stagioni                     |
| ------------------- | ------ | ---------------------------- |
| Bolívar             | 5      | 2006, 2007, 2008, 2009, 2014 |
| UPCN                | 4      | 2012, 2013, 2015, 2019       |
| Sonder              | 1      | 2005                         |
| Boca Juniors        | 1      | 2010                         |
| La Unión de Formosa | 1      | 2011                         |
| Lomas               | 1      | 2016                         |
| Ciudad              | 1      | 2017                         |
| Obras Sanitarias    | 1      | 2018                         |